# Герб Дубны
Герб Дубны — опознавательно-правовой знак, составленный и употребляемый в соответствии с правилами геральдики, служащий символом города Дубна.
Герб может существовать в двух равноправных версиях: полной — с вольной частью; упрощённой — без вольной части.

## Описание и обоснование символики
Геральдическое описание (блазон) гласит:
В серебряном поле лазоревая (синяя, голубая) выщербленная оконечность, из которой вырастает дуб того же цвета с зелёной кроной, обременённой золотым знаком атома в виде безанта между двух переплетённых звеньев; ниже знака атома, поверх всего — золотое узкое остриё.
Ствол дуба и нижняя часть щита голубого цвета символизируют водный массив, окружающий Дубну. Крону дуба поддерживает золотое укороченное стропило, как путь к развитию и совершенству (в изначальном проекте герба в знаке стропила присутствовал наконечник стрелы, символ ракетостроения).
Автор — Юрий Мешенков.
Герб утверждён решением Совет депутатов города Дубны 27 ноября 2003 года № РС-13(59)-97/41.

## История
Герб по своему содержанию един и гармоничен: все фигуры символизируют город Дубну и его жителей как тружеников, привносящих огромный интеллектуальный, научный теоретический и практический вклад в развитие города.
Главной же фигурой герба является дуб, символизирующий силу, мощь, уверенность, защиту, долговечность, мужество.
Лазоревый ствол дуба аллегорически показывает реку Дубну, впадающую в Волгу.
Лазоревый ствол дуба и его зелёная крона показывают природные богатства, окружающие город и вместе с тем — неразрывную связь города с окружающей природой.
Раскидистая крона дуба аллегорически говорит о богатой истории Дубненского края, символизирует вековую мудрость человечества.
Зелёный цвет означает благородство, радость, честь, стабильность, а также экологию и здоровье.
Лазоревая выщербленная оконечность аллегорически показывает своеобразие географического расположения города на территории Московской области: по сути Дубна представляет собой остров, его границы очерчивают реки Волга, Дубна, Сестра, канал им. Москвы и Иваньковское водохранилище.
Лазурь — символ истины, чести и добродетели, чистого неба и водных просторов.
Город вырос из поселка Дубно Калининской (ныне Тверской) области. Название связано с одноимённой рекой. В 1958 году название города было согласовано с названием реки — Дубна.
История возникновения и развития современного наукограда — города Дубны — тесно связана с процессом развития в нашей[какой?] стране ядерной физики и физики элементарных частиц. Создание уникального сооружения — синхрофазотрона, мощного ускорителя заряженных частиц, позволило проводить исследования атомного ядра, открыть новые явления и законы строения материи.

Неутвержденный герб Дубны (1976 г.), или «герб советской Дубны».

Дубна — центр фундаментальных исследований в области физики элементарных частиц и ядерной физики. Образование города связано с Международной межправительственной организацией «Объединенный институт ядерных исследований».
В городе работают: ФГУП «Государственное машиноконструкторское бюро „Радуга“», ОАО «Дубненский машиностроительный завод», ФГУП «Научно-исследовательский институт „Атолл“», ОАО «Приборный завод „Тензор“», Центр космической связи «Дубна», филиал НИИ ядерной физики МГУ имени М. В. Ломоносова, Государственный университет природы, общества и человека «Дубна», филиал Московского института радиотехники, электроники и автоматики; конструируется и производится ракетная и авиационная техника. Обо всем этом в гербе говорит геральдическая фигура — золотое узкое острие — аллегория развития, устремления в будущее.
Золото — символ прочности, силы, великодушия, богатства и интеллекта.